# 4F+R
4F+R (forma, farba, faktura, fantastyka + realizm) – polska awangardowa grupa artystyczna, działająca w Poznaniu od 1947 do 1949 i reaktywowana na rok w 1956.
Grupa kontynuowała ekspresjonistyczną tradycję środowiskową międzywojennego czasopisma artystycznego "Zdrój". Postulowała wniesienie nowych prądów artystycznych i jednoczesne połączenie ich ze społecznymi zadaniami sztuki. Grupa deklarowała zerwanie z impresjonizmem, naturalizmem, eklektyzmem i wyjście ze sztuką na ulice, do zwykłych ludzi. Nowym nośnikiem miały być zdobycze surrealizmu, abstrakcjonizmu i ekspresjonizmu. W orbicie zainteresowań, oprócz malarstwa i rzeźby, pozostawało także wzornictwo przemysłowe. Założycielami byli trzej malarze: Ildefons Houwalt, Alfred Lenica i Feliks Maria Nowowiejski. Dołączyli do nich również: Fortunata Obrąpalska, Bolesław Szmidt, Zygfryd Wieczorek, Julian Boss-Gosławski, Tadeusz Kalinowski i Bazyli Wojtowicz.